# Henri Martin (activista)
Henri Martin es un militante del Partido Comunista Francés nacido en el año 1927 en Lunery, Cher, famoso por haber estado en el corazón de un escándalo de sabotaje durante la Guerra de Indochina.